# Huitième circonscription du Pas-de-Calais
La huitième circonscription du Pas-de-Calais est l'une des douze circonscriptions législatives françaises que compte le département du Pas-de-Calais (62) situé en région Hauts-de-France.

## Description géographique et démographique

### De 1958 à 1986
Le département avait quatorze circonscriptions.
La huitième circonscription du Pas-de-Calais était composée de :
- canton d'Aire-sur-la-Lys
- canton de Fauquembergues
- canton de Saint-Omer-Nord
- canton de Saint-Omer-Sud
- canton de Norrent-Fontes (moins les communes de Auchel, Cauchy-à-la-Tour et Lozinghem)

Source : Journal Officiel du 14-15 Octobre 1958.

### Depuis 1988
La huitième circonscription du Pas-de-Calais est délimitée par le découpage électoral de la loi no 86-1197 du 24 novembre 1986
, elle regroupait les six divisions administratives suivantes : 
- Canton d'Aire
- Canton d'Arques
- Canton d'Auchel
- Canton de Norrent-Fontes
- Canton de Saint-Omer-Nord
- Canton de Saint-Omer-Sud.

### Depuis 2012
Depuis le redécoupage électoral de 2010, la huitième circonscription regroupe les six cantons suivants : 
- Canton d'Aire-sur-la-Lys
- Canton d'Arques
- Canton d'Auchel
- Canton de Norrent-Fontes
- Canton de Saint-Omer-Nord
- Canton de Saint-Omer-Sud.

Ce regroupement de divisions administratives (cantons) est celui en vigueur pour les élections législatives de 2022.

### Démographie
D'après le recensement de la population en 2019, réalisé par l'Institut national de la statistique et des études économiques (INSEE), la population de cette circonscription est estimée à 123 367 habitants,.

## Historique des députations
| Législature | Début de mandat  | Fin de mandat   | N°  | Député                | Parti politique | Observations |
| ----------- | ---------------- | --------------- | --- | --------------------- | --------------- | --- |
| Ie          | 30 novembre 1958 | 9 octobre 1962  | 1   | Pierre Guillain       | IPAS            | Premier titulaire. Mandat écourté à la suite d'une dissolution parlementaire décidée par le Président de la République Charles de Gaulle. |
| IIème       | 25 novembre 1962 | 2 avril 1967    | 2   | Benjamin Catry        | UNR-UDT         | |
| IIIème      | 3 avril 1967     | 30 mai 1968     | 3   | Bernard Chochoy       | FGDS            | Mandat écourté à la suite d'une dissolution parlementaire décidée par le Président de la République Charles de Gaulle |
| IVème       | 11 juillet 1968  | 1 avril 1973    | (2) | Benjamin Catry        | UDR             | |
| Vème        | 2 avril 1973     | 2 avril 1978    | 4   | Roland Huguet,        | PS,             | |
| VIème       | 3 avril 1978     | 22 mai 1981     | 4   | Roland Huguet,        | PS,             | Mandat écourté à la suite d'une dissolution parlementaire décidée par le Président de la République François Mitterrand |
| VIIème      | 2 juillet 1981   | 1 avril 1986    | 4   | Roland Huguet,        | PS,             | |
| VIIIème     | 2 avril 1986     | 14 mai 1988     |     | Aucun                 | Aucun           | Proportionnelle par département, pas de député par circonscription. Mandat écourté à la suite d'une dissolution parlementaire décidée par le Président de la République François Mitterrand. Roland Huguet est élu député pour le quatrième fois mais il n'est de fait pas associé a cette circonscription |
| IXème       | 13 juin 1988     | 1er avril 1993  | (4) | Roland Huguet,        | PS,             | |
| Xème        | 2 avril 1993     | 21 avril 1997   | 5   | Jean-Jacques Delvaux, | RPR,            | Mandat écourté à la suite d'une dissolution parlementaire décidée par le Président de la République Jacques Chirac. |
| XIème       | 12 juin 1997     | 19 juin 2002    | 6   | Michel Lefait,        | PS,             | |
| XIIème      | 19 juin 2002     | 19 juin 2007    | 6   | Michel Lefait,        | PS,             | |
| XIIIème     | 20 juin 2007     | 20 juin 2012    | 6   | Michel Lefait,        | PS,             | |
| XIVème      | 20 juin 2012     | 20 juin 2017    | 6   | Michel Lefait,        | PS,             | |
| XVème       | 21 juin 2017     | 21 juin 2022    | 7   | Benoît Potterie       | LREM            | |
| XVIème      | 22 juin 2022     | 2 décembre 2022 | 8   | Bertrand Petit        | PS              | Élection invalidée par le Conseil Constitutionnel à la suite d'une irrégularité concernant son suppléant. |
| XVIème      | 30 janvier 2023  | 09 juin 2024    | 8   | Bertrand Petit        | PS              | Mandat écourté à la suite d'une dissolution parlementaire décidée par le Président de la république Emmanuel Macron. |
| XVIIème     | 18 juillet 2024  | -               |     | Auguste Evrard        | RN              | |

## Historique des élections

### Élections de 1958
| Candidat       | Candidat            | Parti          | Premier tour | Premier tour | Second tour | Second tour |  |
| Candidat       | Candidat            | Parti          | Voix         | %            | Voix        | %           |  |
| -------------- | ------------------- | -------------- | ------------ | ------------ | ----------- | ----------- |  |
|                | Pierre Guillain élu | CNIP           | 22 619       | 46,52        | 24 691      | 49,57       |  |
|                | Paul Blondel        | SFIO           | 18 274       | 37,58        | 18 320      | 36,78       |  |
|                | Raymond Dufay       | PCF            | 7 731        | 15,9         | 6 802       | 13,66       |  |
|                |                     |                |              |              |             |             |  |
| Inscrits       | Inscrits            | Inscrits       | 58 380       | 100,00       | 58 375      | 100,00      |  |
| Abstentions    | Abstentions         | Abstentions    | 8 288        | 14,2         | 7 700       | 13,19       |  |
| Votants        | Votants             | Votants        | 50 092       | 85,8         | 50 675      | 86,81       |  |
| Blancs et nuls | Blancs et nuls      | Blancs et nuls | 1 468        | 2,93         | 862         | 1,7         |  |
| Exprimés       | Exprimés            | Exprimés       | 48 624       | 97,07        | 49 813      | 98,3        |  |

Le suppléant de Pierre Guillain était Benjamin Catry, conseiller général du canton de Saint-Omer-Sud, maire d'Arques.

### Élections de 1962
| Candidat       | Candidat                | Parti          | Premier tour | Premier tour | Second tour | Second tour |  |
| Candidat       | Candidat                | Parti          | Voix         | %            | Voix        | %           |  |
| -------------- | ----------------------- | -------------- | ------------ | ------------ | ----------- | ----------- |  |
|                | Benjamin Catry élu      | UNR-UDT        | 18 330       | 38,33        | 25 701      | 52,36       |  |
|                | Paul Blondel            | SFIO           | 14 536       | 30,39        | 23 386      | 47,64       |  |
|                | Pierre Guillain sortant | CNIP           | 7 540        | 15,77        | Retrait     | Retrait     |  |
|                | Raymond Dufay           | PCF            | 7 418        | 15,51        | Retrait     | Retrait     |  |
|                |                         |                |              |              |             |             |  |
| Inscrits       | Inscrits                | Inscrits       | 59 017       | 100,00       | 59 006      | 100,00      |  |
| Abstentions    | Abstentions             | Abstentions    | 10 040       | 17,01        | 8 396       | 14,23       |  |
| Votants        | Votants                 | Votants        | 48 977       | 82,99        | 50 610      | 85,77       |  |
| Blancs et nuls | Blancs et nuls          | Blancs et nuls | 1 153        | 2,35         | 1 523       | 3,01        |  |
| Exprimés       | Exprimés                | Exprimés       | 47 824       | 97,65        | 49 087      | 96,99       |  |

Le suppléant de Benjamin Catry était le Docteur Charles Dazin, conseiller municipal d'Isbergues.

### Élections de 1967
| Candidat       | Candidat               | Parti          | Premier tour | Premier tour | Second tour | Second tour |  |
| Candidat       | Candidat               | Parti          | Voix         | %            | Voix        | %           |  |
| -------------- | ---------------------- | -------------- | ------------ | ------------ | ----------- | ----------- |  |
|                | Benjamin Catry sortant | UD-Ve          | 20 500       | 39,4         | 24 015      | 45,54       |  |
|                | Bernard Chochoy élu    | SFIO (FGDS)    | 19 772       | 38           | 28 723      | 54,46       |  |
|                | Raymond Dufay          | PCF            | 7 901        | 15,18        | Retrait     | Retrait     |  |
|                | Henri Stoven           | CD (PDM)       | 3 862        | 7,42         |             |             |  |
|                |                        |                |              |              |             |             |  |
| Inscrits       | Inscrits               | Inscrits       | 58 946       | 100,00       | 59 032      | 100,00      |  |
| Abstentions    | Abstentions            | Abstentions    | 6 216        | 10,55        | 5 423       | 9,19        |  |
| Votants        | Votants                | Votants        | 52 730       | 89,45        | 53 609      | 90,81       |  |
| Blancs et nuls | Blancs et nuls         | Blancs et nuls | 695          | 1,32         | 871         | 1,62        |  |
| Exprimés       | Exprimés               | Exprimés       | 52 035       | 98,68        | 52 738      | 98,38       |  |

Le suppléant de Bernard Chochoy était Roland Huguet, professeur de collège, maire d'Isbergues.

### Élections de 1968
| Candidat       | Candidat                | Parti          | Premier tour | Premier tour | Second tour | Second tour |  |
| Candidat       | Candidat                | Parti          | Voix         | %            | Voix        | %           |  |
| -------------- | ----------------------- | -------------- | ------------ | ------------ | ----------- | ----------- |  |
|                | Benjamin Catry élu      | UDR (URP)      | 25 624       | 49,03        | 27 183      | 51,16       |  |
|                | Bernard Chochoy sortant | SFIO (FGDS)    | 19 059       | 36,46        | 25 951      | 48,84       |  |
|                | Raymond Dufay           | PCF            | 7 584        | 14,51        | Retrait     | Retrait     |  |
|                |                         |                |              |              |             |             |  |
| Inscrits       | Inscrits                | Inscrits       | 59 090       | 100,00       | 59 091      | 100,00      |  |
| Abstentions    | Abstentions             | Abstentions    | 6 011        | 10,17        | 5 373       | 9,09        |  |
| Votants        | Votants                 | Votants        | 53 079       | 89,83        | 53 718      | 90,91       |  |
| Blancs et nuls | Blancs et nuls          | Blancs et nuls | 812          | 1,53         | 584         | 1,09        |  |
| Exprimés       | Exprimés                | Exprimés       | 52 267       | 98,47        | 53 134      | 98,91       |  |

Le suppléant de Benjamin Catry était André Dublaneau, métreur-vérificateur à Isbergues.

### Élections de 1973
| Candidat       | Candidat               | Parti          | Premier tour | Premier tour | Second tour | Second tour |  |
| Candidat       | Candidat               | Parti          | Voix         | %            | Voix        | %           |  |
| -------------- | ---------------------- | -------------- | ------------ | ------------ | ----------- | ----------- |  |
|                | Benjamin Catry sortant | UDR (URP)      | 20 156       | 36,45        | 25 869      | 45,95       |  |
|                | Roland Huguet élu      | PS (UGSD)      | 17 883       | 32,34        | 30 429      | 54,05       |  |
|                | Raymond Dufay          | PCF            | 10 274       | 18,58        | Retrait     | Retrait     |  |
|                | Gaston Bonnet          | MR             | 4 795        | 8,67         |             |             |  |
|                | Roland Vandaele        | Divers droite  | 1 174        | 2,12         |             |             |  |
|                | Marie Rose             | PSU            | 1 009        | 1,82         |             |             |  |
|                |                        |                |              |              |             |             |  |
| Inscrits       | Inscrits               | Inscrits       | 63 268       | 100,00       | 63 267      | 100,00      |  |
| Abstentions    | Abstentions            | Abstentions    | 6 867        | 10,85        | 5 934       | 9,38        |  |
| Votants        | Votants                | Votants        | 56 401       | 89,15        | 57 333      | 90,62       |  |
| Blancs et nuls | Blancs et nuls         | Blancs et nuls | 1 110        | 1,97         | 1 035       | 1,81        |  |
| Exprimés       | Exprimés               | Exprimés       | 55 291       | 98,03        | 56 298      | 98,19       |  |

Le suppléant de Roland Huguet était Jean Saint-André, conseiller municipal de Saint-Omer.

### Élections de 1978
| Candidat       | Candidat                    | Parti              | Premier tour | Premier tour | Second tour | Second tour |  |
| Candidat       | Candidat                    | Parti              | Voix         | %            | Voix        | %           |  |
| -------------- | --------------------------- | ------------------ | ------------ | ------------ | ----------- | ----------- |  |
|                | Roland Huguet sortant réélu | PS                 | 26 869       | 41,94        | 38 756      | 59,94       |  |
|                | Jean-Jacques Delvaux        | RPR                | 20 307       | 31,7         | 25 902      | 40,06       |  |
|                | Didier Talleux              | PCF                | 11 038       | 17,23        | Retrait     | Retrait     |  |
|                | Richard Gay                 | Divers droite (DC) | 2 302        | 3,59         |             |             |  |
|                | André Leboucq               | Divers droite      | 1 209        | 1,89         |             |             |  |
|                | Jean-Claude Hamon           | LO                 | 1 173        | 1,83         |             |             |  |
|                | Marie Rose                  | PSU (FA)           | 1 159        | 1,81         |             |             |  |
|                |                             |                    |              |              |             |             |  |
| Inscrits       | Inscrits                    | Inscrits           | 72 637       | 100,00       | 72 632      | 100,00      |  |
| Abstentions    | Abstentions                 | Abstentions        | 7 050        | 9,71         | 6 740       | 9,28        |  |
| Votants        | Votants                     | Votants            | 65 587       | 90,29        | 65 892      | 90,72       |  |
| Blancs et nuls | Blancs et nuls              | Blancs et nuls     | 1 530        | 2,33         | 1 234       | 1,87        |  |
| Exprimés       | Exprimés                    | Exprimés           | 64 057       | 97,67        | 64 658      | 98,13       |  |

Le suppléant de Roland Huguet était Jean Saint-André.

### Élections de 1981
|                | Roland Huguet sortant réélu | PS             | 32 778 | 54,02  |  |  |  |
|                | Jean-Jacques Delvaux        | RPR (UNM)      | 20 668 | 34,07  |  |  |  |
|                | Didier Talleux              | PCF            | 7 226  | 11,91  |  |  |  |
|                |                             |                |        |        |  |  |  |
| Inscrits       | Inscrits                    | Inscrits       | 75 705 | 100,00 |  |  |  |
| Abstentions    | Abstentions                 | Abstentions    | 14 039 | 18,54  |  |  |  |
| Votants        | Votants                     | Votants        | 61 666 | 81,46  |  |  |  |
| Blancs et nuls | Blancs et nuls              | Blancs et nuls | 994    | 1,61   |  |  |  |
| Exprimés       | Exprimés                    | Exprimés       | 60 672 | 98,39  |  |  |  |

Le suppléant de Roland Huguet était Jean Saint-André.

### Élections de 1988
|                | Roland Huguet sortant réélu | PS             | 26 437 | 58,71  |  |  |  |
|                | Daniel Delecourt            | RPR (URC)      | 11 210 | 24,9   |  |  |  |
|                | Jacques Savary              | FN             | 2 954  | 6,56   |  |  |  |
|                | Jean-Pierre Fréalle         | Extrême droite | 2 349  | 5,22   |  |  |  |
|                | Alain Moncheaux             | PCF            | 2 078  | 4,61   |  |  |  |
|                |                             |                |        |        |  |  |  |
| Inscrits       | Inscrits                    | Inscrits       | 60 172 | 100,00 |  |  |  |
| Abstentions    | Abstentions                 | Abstentions    | 13 885 | 23,08  |  |  |  |
| Votants        | Votants                     | Votants        | 46 287 | 76,92  |  |  |  |
| Blancs et nuls | Blancs et nuls              | Blancs et nuls | 1 259  | 2,72   |  |  |  |
| Exprimés       | Exprimés                    | Exprimés       | 45 028 | 97,28  |  |  |  |

Le suppléant de Roland Huguet était Michel Lefait, conseiller général, maire d'Arques.

### Élections de 1993
| Candidat       | Candidat                 | Parti          | Premier tour | Premier tour | Second tour | Second tour |  |
| Candidat       | Candidat                 | Parti          | Voix         | %            | Voix        | %           |  |
| -------------- | ------------------------ | -------------- | ------------ | ------------ | ----------- | ----------- |  |
|                | Jean-Jacques Delvaux élu | RPR (UPF)      | 19 535       | 42,36        | 24 787      | 53,01       |  |
|                | Michel Lefait            | PS (ADFP)      | 14 631       | 31,73        | 21 973      | 46,99       |  |
|                | Frédéric Lorthiois       | FN             | 3 894        | 8,44         |             |             |  |
|                | Jacques Cailliau         | GÉ (EÉ)        | 2 327        | 5,05         |             |             |  |
|                | Laurent Portemont        | PCF            | 1 986        | 4,31         |             |             |  |
|                | Philippe Pichon          | LO             | 1 927        | 4,18         |             |             |  |
|                | Christian Costes         | LT-LNÉ         | 1 815        | 3,94         |             |             |  |
|                |                          |                |              |              |             |             |  |
| Inscrits       | Inscrits                 | Inscrits       | 63 086       | 100,00       | 63 078      | 100,00      |  |
| Abstentions    | Abstentions              | Abstentions    | 13 886       | 22,01        | 13 395      | 21,24       |  |
| Votants        | Votants                  | Votants        | 49 200       | 77,99        | 49 683      | 78,76       |  |
| Blancs et nuls | Blancs et nuls           | Blancs et nuls | 3 085        | 6,27         | 2 923       | 5,88        |  |
| Exprimés       | Exprimés                 | Exprimés       | 46 115       | 93,73        | 46 760      | 94,12       |  |

Le suppléant de Jean-Jacques Delvaux était François-Xavier Bécuwe,commerçant, conseiller général, maire d'Aire-sur-la-Lys.

### Élections de 1997
| Candidat       | Candidat                     | Parti          | Premier tour | Premier tour | Second tour | Second tour |  |
| Candidat       | Candidat                     | Parti          | Voix         | %            | Voix        | %           |  |
| -------------- | ---------------------------- | -------------- | ------------ | ------------ | ----------- | ----------- |  |
|                | Michel Lefait élu            | PS             | 18 691       | 39,85        | 27 777      | 57,69       |  |
|                | Jean-Jacques Delvaux sortant | RPR            | 15 311       | 32,64        | 20 368      | 42,31       |  |
|                | Frédéric Lorthiois           | FN             | 5 052        | 10,77        |             |             |  |
|                | Jacques Cailliau             | Les Verts      | 2 201        | 4,69         |             |             |  |
|                | André Bonnier                | MDC (PCF)      | 2 115        | 4,51         |             |             |  |
|                | Christophe Charlon           | LO             | 1 881        | 4,01         |             |             |  |
|                | Christine Dhorne             | MPF (LDI)      | 1 653        | 3,52         |             |             |  |
|                |                              |                |              |              |             |             |  |
| Inscrits       | Inscrits                     | Inscrits       | 64 093       | 100,00       | 64 090      | 100,00      |  |
| Abstentions    | Abstentions                  | Abstentions    | 14 549       | 22,7         | 13 230      | 20,64       |  |
| Votants        | Votants                      | Votants        | 49 544       | 77,3         | 50 860      | 79,36       |  |
| Blancs et nuls | Blancs et nuls               | Blancs et nuls | 2 640        | 5,33         | 2 715       | 5,34        |  |
| Exprimés       | Exprimés                     | Exprimés       | 46 904       | 94,67        | 48 145      | 94,66       |  |

Le suppléant de Michel Lefait était Gérald Verroust, principal de collège, maire de Racquinghem.

### Élections de 2002
| Candidat                     | Candidat                    | Parti                   | Premier tour | Premier tour | Second tour | Second tour |  |
| Candidat                     | Candidat                    | Parti                   | Voix         | %            | Voix        | %           |  |
| ---------------------------- | --------------------------- | ----------------------- | ------------ | ------------ | ----------- | ----------- |  |
|                              | Michel Lefait sortant réélu | PS                      | 19 402       | 44,13        | 24 634      | 58,26       |  |
|                              | Pascal Bataille             | UMP                     | 12 797       | 29,11        | 17 651      | 41,74       |  |
|                              | Séverine Leturque           | FN                      | 4 515        | 10,27        |             |             |  |
|                              | Bruno Cottrez               | CPNT                    | 1 872        | 4,26         |             |             |  |
|                              | Laurent Clouet              | LO                      | 982          | 2,23         |             |             |  |
|                              | François Dubout             | RPF                     | 887          | 2,02         |             |             |  |
|                              | Michel Vanacker             | Divers                  | 752          | 1,71         |             |             |  |
|                              | Elsa Peskine                | LCR                     | 593          | 1,35         |             |             |  |
|                              | Dominique Debelle           | Les Verts               | 453          | 1,03         |             |             |  |
|                              | Antoinette Hurtrez          | Divers écologiste       | 445          | 1,01         |             |             |  |
|                              | Monique Gheerardyn          | PCF                     | 399          | 0,91         |             |             |  |
|                              | Odile Fourny                | MNR                     | 388          | 0,88         |             |             |  |
|                              | Pierre Vandenbroucke        | Divers écologiste (MÉI) | 208          | 0,47         |             |             |  |
|                              | Isabelle Rosique            | Divers écologiste (GÉ)  | 100          | 0,23         |             |             |  |
|                              | Véronique Devender          | Extrême gauche          | 100          | 0,23         |             |             |  |
|                              | Émile Lecoq                 | Divers                  | 73           | 0,17         |             |             |  |
|                              | Nicolas Le Jean             | Divers                  | 1            | 0,00         |             |             |  |
|                              | Bernadette Leroy            | Extrême droite          | 1            | 0,00         |             |             |  |
|                              |                             |                         |              |              |             |             |  |
| Inscrits                     | Inscrits                    | Inscrits                | 67 261       | 100,00       | 67 256      | 100,00      |  |
| Abstentions                  | Abstentions                 | Abstentions             | 21 887       | 32,54        | 23 179      | 34,46       |  |
| Votants                      | Votants                     | Votants                 | 45 374       | 67,46        | 44 077      | 65,54       |  |
| Blancs et nuls               | Blancs et nuls              | Blancs et nuls          | 1 406        | 3,1          | 1 792       | 4,07        |  |
| Exprimés                     | Exprimés                    | Exprimés                | 43 968       | 96,9         | 42 285      | 95,93       |  |
| Source : Assemblée nationale |                             |                         |              |              |             |             |  |

Le suppléant de Michel Lefait était Bertrand Petit, permanent politique, maire de Saint-Martin-au-Laërt.

### Élections de 2007
|                | Michel Lefait sortant réélu | PS             | 22 994 | 51,97  |  |  |  |
|                | Marie-Pascale Bataille      | UMP            | 14 935 | 33,75  |  |  |  |
|                | Marie Duriez                | FN             | 2 023  | 4,57   |  |  |  |
|                | Sabine Leurs                | CPNT           | 1 310  | 2,96   |  |  |  |
|                | Brigitte Persson            | Les Verts      | 898    | 2,03   |  |  |  |
|                | Habiba Lahbairi             | LCR            | 645    | 1,46   |  |  |  |
|                | Flore Lataste               | LO             | 623    | 1,41   |  |  |  |
|                | René Vandenkoornhuyse       | PCF            | 455    | 1,03   |  |  |  |
|                | Brigitte Lagrange           | MNR            | 364    | 0,82   |  |  |  |
|                |                             |                |        |        |  |  |  |
| Inscrits       | Inscrits                    | Inscrits       | 69 110 | 100,00 |  |  |  |
| Abstentions    | Abstentions                 | Abstentions    | 23 758 | 34,38  |  |  |  |
| Votants        | Votants                     | Votants        | 45 352 | 65,62  |  |  |  |
| Blancs et nuls | Blancs et nuls              | Blancs et nuls | 1 105  | 2,44   |  |  |  |
| Exprimés       | Exprimés                    | Exprimés       | 44 247 | 97,56  |  |  |  |

### Élections de 2012
| Candidat                          | Candidat                    | Parti          | Premier tour | Premier tour | Second tour | Second tour |  |
| Candidat                          | Candidat                    | Parti          | Voix         | %            | Voix        | %           |  |
| --------------------------------- | --------------------------- | -------------- | ------------ | ------------ | ----------- | ----------- |  |
|                                   | Michel Lefait sortant réélu | PS             | 26 144       | 48,55        | 32 414      | 65,64       |  |
|                                   | François Decoster           | NC (UMP)       | 11 857       | 22,02        | 16 964      | 34,36       |  |
|                                   | Évelyne Geronnez            | FN (RBM)       | 8 461        | 15,71        |             |             |  |
|                                   | René Hocq                   | PCF (FG)       | 4 596        | 8,53         |             |             |  |
|                                   | Dany Masset-Mallevaës       | MoDem (CpF)    | 1 068        | 1,98         |             |             |  |
|                                   | Catherine Glinatsis         | MÉI            | 1 017        | 1,89         |             |             |  |
|                                   | Laure Bourel                | LO             | 543          | 1,01         |             |             |  |
|                                   | Armelle Lorvellec           | MOC            | 164          | 0,30         |             |             |  |
|                                   |                             |                |              |              |             |             |  |
| Inscrits                          | Inscrits                    | Inscrits       | 93 192       | 100,00       | 93 191      | 100,00      |  |
| Abstentions                       | Abstentions                 | Abstentions    | 38 179       | 40,97        | 41 455      | 44,48       |  |
| Votants                           | Votants                     | Votants        | 55 013       | 59,03        | 51 736      | 55,52       |  |
| Blancs et nuls                    | Blancs et nuls              | Blancs et nuls | 1 163        | 2,11         | 2 358       | 4,56        |  |
| Exprimés                          | Exprimés                    | Exprimés       | 53 850       | 97,89        | 49 378      | 95,44       |  |
| Source : Ministère de l'Intérieur |                             |                |              |              |             |             |  |

### Élections de 2017
Les élections législatives de 2017 dans le Pas-de-Calais ont eu lieu les 11 et 18 juin 2017.
|                                                                               |                                                                                 |                           |                           |                          |                          |
|                                                                               |                                                                                 | Premier tour 11 juin 2017 | Premier tour 11 juin 2017 | Second tour 18 juin 2017 | Second tour 18 juin 2017 |
|                                                                               |                                                                                 |                           |                           |                          |                          |
|                                                                               |                                                                                 | Nombre                    | % des inscrits            | Nombre                   | % des inscrits           |
| Inscrits                                                                      | Inscrits                                                                        | 93 016                    | 100,00                    | 93 014                   | 100,00                   |
| Abstentions                                                                   | Abstentions                                                                     | 45 033                    | 48,41                     | 50 963                   | 54,79                    |
| Votants                                                                       | Votants                                                                         | 47 983                    | 51,59                     | 42 051                   | 45,21                    |
|                                                                               |                                                                                 |                           | % des votants             |                          | % des votants            |
| Bulletins blancs                                                              | Bulletins blancs                                                                | 806                       | 1,68                      | 2 645                    | 6,29                     |
| Bulletins nuls                                                                | Bulletins nuls                                                                  | 500                       | 1,04                      | 1 665                    | 3,96                     |
| Suffrages exprimés                                                            | Suffrages exprimés                                                              | 46 677                    | 97,28                     | 37 741                   | 89,75                    |
|                                                                               |                                                                                 |                           |                           |                          |                          |
| Étiquette politique (partis et alliances)                                     | Étiquette politique (partis et alliances)                                       | Voix                      | % des exprimés            | Voix                     | % des exprimés           |
|                                                                               |                                                                                 |                           |                           |                          |                          |
|                                                                               | Benoît Potterie La République en marche                                         | 12 594                    | 26,98                     | 21 431                   | 56,78                    |
|                                                                               | Karine Haverlant Front national                                                 | 10 055                    | 21,54                     | 16 310                   | 43,22                    |
|                                                                               | Bertrand Petit Parti socialiste                                                 | 10 022                    | 21,47                     |                          |                          |
|                                                                               | Casimir Letellier La France insoumise                                           | 5 334                     | 11,43                     |                          |                          |
|                                                                               | Muriel Volle Union des démocrates et indépendants (Les Républicains)            | 3 657                     | 7,83                      |                          |                          |
|                                                                               | René Hocq Parti communiste français                                             | 2 393                     | 5,13                      |                          |                          |
|                                                                               | Florian Quèze Europe Écologie Les Verts                                         | 856                       | 1,83                      |                          |                          |
|                                                                               | Jason Lamiaux Divers droite                                                     | 586                       | 1,26                      |                          |                          |
|                                                                               | Laure Bourel Lutte ouvrière                                                     | 498                       | 1,07                      |                          |                          |
|                                                                               | Philippe Rigaud Écologiste (Confédération pour l'homme, l'animal et la planète) | 405                       | 0,87                      |                          |                          |
|                                                                               | Marie Van Lierde Divers (Union populaire républicaine)                          | 277                       | 0,59                      |                          |                          |
| Source : Ministère de l'Intérieur - Huitième circonscription du Pas-de-Calais |                                                                                 |                           |                           |                          |                          |

### Élections de 2022
| Résultats des élections législatives des 12 et 19 juin 2022 de la 8e circonscription du Pas-de-Calais |                          |                          |                          |              |              |             |             |
| Candidat                                                                                              | Candidat                 | Parti et coalition       | Nuance                   | Premier tour | Premier tour | Second tour | Second tour |
| Candidat                                                                                              | Candidat                 | Parti et coalition       | Nuance                   | Voix         | %            | Voix        | %           |
| | Auguste Evrard           | RN                       | RN                       | 12 140       | 27,46        | 18 048      | 44,18       |
| | Bertrand Petit           | PS diss.                 | DVG                      | 9 961        | 22,54        | 22 801      | 55,82       |
| | Benoît Potterie          | LREM (ENS)               | ENS                      | 9 440        | 21,36        |             |             |
| | Simon Roussel            | LFI (NUPES)              | NUP                      | 6 961        | 15,75        |             |             |
| | Philippe Caron           | UDI (UDC)                | UDI                      | 2 235        | 5,06         |             |             |
| | Aude Mayaud              | REC                      | REC                      | 1 037        | 2,35         |             |             |
| | Laura Vandomme           | PA                       | ECO                      | 804          | 1,82         |             |             |
| | Etienne Zannis           | LO                       | DXG                      | 563          | 1,27         |             |             |
| | Frédéric Bayard          | LP (UPF)                 | DSV                      | 556          | 1,26         |             |             |
| | Marie-Denise Sachot      | LMR                      | DVD                      | 505          | 1,14         |             |             |
| Votes valides                                                                                         | Votes valides            | Votes valides            | Votes valides            | 44 202       | 97,86        | 40 849      | 93,11       |
| Votes blancs                                                                                          | Votes blancs             | Votes blancs             | Votes blancs             | 598          | 1,32         | 1 931       | 4,40        |
| Votes nuls                                                                                            | Votes nuls               | Votes nuls               | Votes nuls               | 367          | 0,81         | 1 093       | 2,49        |
| Total                                                                                                 | Total                    | Total                    | Total                    | 45 167       | 100          | 43 873      | 100         |
| Abstention                                                                                            | Abstention               | Abstention               | Abstention               | 47 025       | 51,01        | 48 333      | 52,42       |
| Inscrits / participation                                                                              | Inscrits / participation | Inscrits / participation | Inscrits / participation | 92 192       | 48,99        | 82 206      | 47,58       |

L'élection sera annulée le 2 décembre 2022 par le Conseil constitutionnel en raison d'une irrégularité. En effet, le suppléant de Bertrand Petit, René Hocq, était déjà suppléant sur une liste des élections sénatoriales de 2017.

#### Élection partielle de 2023
Une élection partielle est donc convoquée le 22 janvier 2023 en vue de pourvoir au siège vacant de cette circonscription. Le second tour du scrutin a eu lieu le 29 janvier 2023.
Contrairement aux élections de juin 2022, la NUPES décide d'investir au détriment de Simon Roussel, Bertrand Petit, député sortant et candidat dissident du PS en juin 2022. Cette décision irrite notamment au sein des sections locales d'EELV et LFI au vu des relations qu'entretient Bertrand Petit avec le milieu de la chasse et son président Willy Schraen mais également du fait qu'il ait cherché à obtenir l'investiture LREM en 2017. Deux jours avant le scrutin, sur Twitter Jean-Luc Mélenchon n'appelle pas formellement à voter pour lui.
Éliminé au premier tour, le candidat LREM n'appelle pas à voter pour l'un ou l'autre des candidats, ni à faire barrage pour l'un des deux dans un premier temps, avant d'annoncer son intention de voter pour Bertrand Petit et de faire barrage au RN ,.
| Candidat                 | Candidat                 | Parti et coalition       | Premier tour | Premier tour | Premier tour | Second tour | Second tour | Second tour |
| Candidat                 | Candidat                 | Parti et coalition       | Voix         | %            | +/-          | Voix        | %           | +/-         |
| ------------------------ | ------------------------ | ------------------------ | ------------ | ------------ | ------------ | ----------- | ----------- | ----------- |
|                          | Bertrand Petit           | PS (NUPES)               | 12 295       | 46,14        | 23,6         | 16 190      | 66,49       | 10,67       |
|                          | Auguste Evrard           | RN                       | 6 388        | 23,97        | 3,49         | 8 158       | 33,51       | 10,67       |
|                          | Benoît Potterie          | HOR (ENS)                | 5 642        | 21,17        | 0,19         |             |             |             |
|                          | Étienne Zannis           | LO                       | 1 062        | 3,99         | 2,72         |             |             |             |
|                          | Aude Mayaud              | REC                      | 646          | 2,42         | 0,07         |             |             |             |
|                          | Lucas Roseuw             | LR (UDC)                 | 615          | 2,31         | 2,75         |             |             |             |
|                          |                          |                          |              |              |              |             |             |             |
| Suffrages exprimés       | Suffrages exprimés       | Suffrages exprimés       | 26 648       | 97,25        |              | 24 348      | 94,23       |             |
| Votes blancs             | Votes blancs             | Votes blancs             |              |              | 779          | 3,01        |             |             |
| Votes nuls               | Votes nuls               | Votes nuls               |              |              | 693          | 2,68        |             |             |
| Total                    | Total                    | Total                    | 27 401       | 100          | 25 838       | 100         |             |             |
| Abstention               | Abstention               | Abstention               | 65 099       | 70,38        | 24 348       | 72,07       |             |             |
| Inscrits / participation | Inscrits / participation | Inscrits / participation | 92 500       | 29,62        | 92 494       | 27,93       |             |             |

### Élections de 2024
| Candidat                 | Candidat                 | Parti et coalition       | Nuances                  | Premier tour | Premier tour | Second tour | Second tour |
| Candidat                 | Candidat                 | Parti et coalition       | Nuances                  | Voix         | %            | Voix        | %           |
| ------------------------ | ------------------------ | ------------------------ | ------------------------ | ------------ | ------------ | ----------- | ----------- |
|                          | Auguste Évrard           | RN                       | RN                       | 27 164       | 46,45        | 29 775      | 52,27       |
|                          | Bertrand Petit,          | PS (NFP)                 | UG                       | 18 697       | 31,97        | 27 186      | 47,73       |
|                          | Benoît Potterie          | HOR (ENS)                | ENS                      | 9 824        | 16,80        |             |             |
|                          | Hervé Ruffin             | LO                       | EXG                      | 1 199        | 2,05         |             |             |
|                          | Alain Atassi             | SE                       | DIV                      | 984          | 1,68         |             |             |
|                          | Jérémie Weber            | REC                      | REC                      | 617          | 1,05         |             |             |
|                          |                          |                          |                          |              |              |             |             |
| Suffrages exprimés       | Suffrages exprimés       | Suffrages exprimés       | Suffrages exprimés       | 58 485       | 97,40        | 56 961      | 95,34       |
| Votes blancs             | Votes blancs             | Votes blancs             | Votes blancs             | 934          | 1,56         | 1 772       | 2,97        |
| Votes nuls               | Votes nuls               | Votes nuls               | Votes nuls               | 627          | 1,04         | 1 013       | 1,70        |
| Total                    | Total                    | Total                    | Total                    | 60 046       | 100          | 59 746      | 100         |
| Abstention               | Abstention               | Abstention               | Abstention               | 32 342       | 35,01        | 32 646      | 35,33       |
| Inscrits / participation | Inscrits / participation | Inscrits / participation | Inscrits / participation | 92 388       | 64,99        | 92 392      | 64,67       |